# Étienne Cunin
Pour les articles homonymes, voir Cunin.
Étienne Cunin, né le 8 janvier 1741 à Bayon (Meurthe-et-Moselle), est un homme politique français.

## Biographie
Étienne Cunin est le fils de Victor Cunin, marchand de fer à Bayon, et d'Anne Voirin. Son frère, François-Victor Cunin, sera prêtre et curé de Bainville-aux-Miroirs. 
Il devient conseiller en la maîtrise des eaux et forêts de Dieuze, puis administrateur et juge au tribunal de district de Dieuze au début de la Révolution. 
Il est élu, le 2 septembre 1791, député de la Meurthe à l'Assemblée législative, siège parmi les modérés, incline vers la droite et vote avec les monarchistes. Cette attitude le rend suspect en 1793. Une première fois, il est traduit au tribunal révolutionnaire et acquitté faute de preuves. À la séance de la Convention du 18 ventôse an II, des citoyens de Nancy l'ayant dénoncé à nouveau comme « persécuteur des sans-culottes », le représentant Maribon-Montant (du Gers) insiste pour que Cunin « ex-législatif » soit mis en état d'arrestation. Mais l'Assemblée se borne à l'envoyer la proposition au comité de sûreté générale. 
Le 28 floréal an VIII, il est nommé juge au tribunal d'appel de Metz. Il exerce encore cette fonction en 1806.

## Pour approfondir